# Kaapse raasdonders
Kaapse raasdonders is een gerecht dat bekendheid heeft verworven doordat het in het boek Otje van Annie M.G. Schmidt voorkomt. Tos maakt dit gerecht voor Admiraal Strafport tijdens een zeereis om op die manier geld te verdienen voor de reparatie van zijn bus.
Tevens draagt een in 1999 uitgegeven kookboek, dat ter hommage aan Schmidt werd uitgegeven door uitgeverij Querido, deze naam.
In het Bommelverhaal 'het Ontstoffen' (BV 94, 1961) serveert Joost aan Tom Poes en heer Bommel aan het eind van het verhaal ook raasdonders. Joost is weken doende geweest met het schoonmaken van Bommelstein en heeft dus slechts tijd voor een 'eenvoudige maaltijd'.  Het treft dan ook dat alleen Bommel en Tom Poes aanschuiven, meestal zijn er bij het slotmaal meer gasten.

## Het recept
Kaapse raasdonders worden gemaakt door kapucijners, ui en spek bij elkaar in een pan te gooien en het geheel op een vuurtje te zetten.

Kaapse raasdonders hebben volgens de tv-serie Otje de volgende triviale eigenschappen:
- ze zouden helpen tegen liefdesverdriet
- het zou winderigheid veroorzaken.